# Kathrin Nussbacher
Kathrin „Kathi“ Nussbacher (* 25. Oktober 1991 in Graz) ist eine ehemalige österreichische Kunstturnerin.

## Karriere
Nussbacher belegte bei den Österreichischen Staatsmeisterschaften 2005 den dritten Platz am Boden. Ein Jahr später war sie als 42. bestplatzierte Österreicherin im Einzelmehrkampf bei der Junioreneuropameisterschaft im griechischen Volos. 2007 nahm Nussbacher an den Turn-Weltmeisterschaften in Stuttgart teil. Bei den Österreichischen Staatsmeisterschaften 2007 wurde sie Dritte im Einzelmehrkampf und am Schwebebalken, 2008 wurde sie Staatsmeisterin im Sprung und erneut Dritte im Einzelmehrkampf sowie am Schwebebalken, 2009 war sie Vizemeisterin im Sprung. Nussbacher nahm 2008 und 2009 an den Turn-Europameisterschaften teil und war 2008 und 2009 zudem zweimal Turn-Weltcup-Finalistin.
Bis Herbst 2009 lebte sie in Klagenfurt und trainierte unter Katerina Maresova und Daniel Rexa beim Klagenfurter Turnverein 1862. Anschließend wurde sie von dem deutschen Zweitligisten TV 08 Baumbach verpflichtet. Obwohl sie bei dem Relegationswettkampf am 12. Dezember 2009 beste Einzelwettkämpferin war, konnte sie den Abstieg des Vereins in die dritte Bundesliga nicht verhindern. Im August 2010 zog sie sich aus dem österreichischen Nationalkader zurück und beendete ihre Karriere als Kunstturnerin. Sie trat bei den Staatsmeisterschaften (3./4. Oktober 2015) in Innsbruck an, wo sie im Sprung Rang 6 belegte (Quelle: "Kleine Zeitung, Kärnten" vom 5. Oktober 2015, Seite 35; "Nussbacher sehr solide"). - Nussbacher ist 1,60 m groß und ihr Wettkampfgewicht beträgt 51 kg.